# Писаренко Сергій Миколайович
Сергій Миколайович Писаренко (нар. 22 липня 1968, Магнітогорськ) — актор, телеведучий, сценарист. Колишній учасник проєктів «Дизель Студіо» (скетчком «На трьох», концертне шоу «Дизель Шоу»).

## Життєпис
Народився 22 липня 1968 року в Магнітогорську. У 1992 році закінчив Магнітогорський державний педагогічний інститут, кандидат педагогічних наук, викладав психологію в Магнітогорському державному університеті. Учасник команди КВН «Повітове Місто», чемпіон Вищої Ліги КВН 2002 року. Зараз шоумен, телеведучий, радіоведучий і актор. Працює в дуеті зі своїм другом Євгеном Нікішиним.
Кандидат в майстри спорту з боксу.

### Після повномасштабного вторгнення
Після повномасштабного вторгнення росіян в 2022 році повернувся до Росії, попри те, що в його будинок в Макарові влучила ракета.
У березні 2022 року переїхав із сім'єю в Таллінн. Діти навчаються в місцевій школі англійською та естонською мовою. Знімався в новорічній передачі для інтернет-газети Postimees.
У вересні 2022 року стало відомо про гастролі Сергія Писаренка разом з Євгеном Нікішиним, Антоном Лірником та Ольгою Бузовою на лайнері для російських туристів, що курсує із Сочі до Туреччини.[джерело?]
У лютому 2023 року Писаренко заявив, що інформація про переїзд до Естонії не відповідає дійсності — він їздив до Естонії, щоб відвідати родичів і потім обхідним шляхом повернутися в Росію. Нині проживає в Москві.

## Сім'я
- Перша дружина — Наталія Писаренко, російська хореографиня
- Друга дружина — Марина Городецька, українська телепродюсерка[8]
- донька — Дар'я Писаренко (нар. 24.05.2000)
- син — Микита Писаренко (нар. 29.05.2006)[9]

## Фільмографія
- 2005 — Туристи (14-24 серії) — Колян
- 2009 — ЛОпуХИ: епізод перший — Серьога
- 2006—2010 — Щасливі разом — батько Сьоми
- 2010 — Універ — сусід Саші і Тані
- З жовтня 2010 року — один із ведучих програми «Сміх у великому місті»
- З 5 березня 2011 року — ведучий телегри «Хто проти блондинок?» на українському телеканалі «Новий канал».
- 2011 — Ведучий програми «Хочеш, співай!», «Новий Канал»
- 2012 — Ведучий програми «Парад порад», Новий Канал
- З 18 березня 2012 року — ведучий програми «Будь Мужиком» (ПЕРЕЦЬ)
- 2012 — Велика ржака — Молоток
- 2012—2013 — Уральські пельмені
- 2015 — ведучий програми «Приборкувачі звуку» на каналі «Росія-1»
- 2018 — На захисті душевного відпочинку — Сергій